# Paraguay a 2020. évi nyári olimpiai játékokon
Paraguay a japán Tokióban megrendezett 2020. évi nyári olimpiai játékok egyik részt vevő nemzete volt. Az országot az olimpián 6 sportágban 8 sportoló képviselte, akik érmet nem szereztek.

## Atlétika
Férfi
| Versenyző    | Versenyszám | Döntő   | Döntő    |
| Versenyző    | Versenyszám | Idő     | Helyezés |
| ------------ | ----------- | ------- | -------- |
| Derlis Ayala | Maraton     | 2:18:34 | 42.      |

Női
| Versenyző          | Versenyszám | Előfutam | Előfutam | Előfutam | Elődöntő | Elődöntő | Elődöntő | Döntő   | Döntő    |
| Versenyző          | Versenyszám | Idő      | Hely.    | Össz.    | Idő      | Hely.    | Össz.    | Idő     | Helyezés |
| ------------------ | ----------- | -------- | -------- | -------- | -------- | -------- | -------- | ------- | -------- |
| Ana Camila Pirelli | 100 m gát   | 13,98    | 9.       | 38.      | kiesett  | kiesett  | kiesett  | kiesett | kiesett  |

## Evezés
Női
| Versenyző        | Versenyszám  | Előfutam | Előfutam | Vigaszág | Vigaszág | Negyeddöntő | Negyeddöntő | Elődöntő | Elődöntő | Elődöntő | Döntő | Döntő   | Döntő | Helyezés |
| Versenyző        | Versenyszám  | Idő      | Hely.    | Idő      | Hely.    | Idő         | Hely.       | Típus    | Idő      | Hely.    | Típus | Idő     | Hely. | Helyezés |
| ---------------- | ------------ | -------- | -------- | -------- | -------- | ----------- | ----------- | -------- | -------- | -------- | ----- | ------- | ----- | -------- |
| Alejandra Alonso | Egypárevezős | 8:11,88  | 4.       | 8:08,91  | 1.       | 8:29,80     | 5.          | C/D      | 7:43,33  | 4.       | D     | 7:55,63 | 3.    | 21.      |

## Golf
| Versenyző        | Versenyszám  | 1. forduló | 1. forduló | 2. forduló | 2. forduló | 3. forduló | 3. forduló | 4. forduló | 4. forduló | Összesen | Összesen | Összesen |
| Versenyző        | Versenyszám  | Pont       | Par        | Pont       | Par        | Pont       | Par        | Pont       | Par        | Pontszám | Par      | Helyezés |
| ---------------- | ------------ | ---------- | ---------- | ---------- | ---------- | ---------- | ---------- | ---------- | ---------- | -------- | -------- | -------- |
| Fabrizio Zanotti | Férfi egyéni | 73         | +2         | 67         | −4         | 68         | −3         | 69         | −2         | 277      | −7       | 35.      |

## Kerékpározás

### Országúti kerékpározás
Női
| Versenyző            | Versenyszám   | Idő           | Helyezés      |
| -------------------- | ------------- | ------------- | ------------- |
| Agua Marina Espínola | Mezőnyverseny | nem ért célba | nem ért célba |

## Tenisz
Női
| Versenyző            | Versenyszám | 64-es főtábla                | 32-es főtábla     | Nyolcaddöntő      | Negyeddöntő       | Elődöntő          | Bronz- mérkőzés   | Döntő             | Helyezés |
| Versenyző            | Versenyszám | Ellenfél Eredmény            | Ellenfél Eredmény | Ellenfél Eredmény | Ellenfél Eredmény | Ellenfél Eredmény | Ellenfél Eredmény | Ellenfél Eredmény | Helyezés |
| -------------------- | ----------- | ---------------------------- | ----------------- | ----------------- | ----------------- | ----------------- | ----------------- | ----------------- | -------- |
| Verónica Cepede Royg | Egyes       | Vang Csiang (CHN) · 4-6, 3-6 | kiesett           | kiesett           | kiesett           | kiesett           | kiesett           | kiesett           | 33.      |

## Úszás
Férfi
| Versenyző       | Versenyszám    | Előfutam | Előfutam | Előfutam | Elődöntő | Elődöntő | Elődöntő | Döntő   | Döntő    |
| Versenyző       | Versenyszám    | Idő      | Hely.    | Össz.    | Idő      | Hely.    | Össz.    | Idő     | Helyezés |
| --------------- | -------------- | -------- | -------- | -------- | -------- | -------- | -------- | ------- | -------- |
| Benjamin Hockin | 100 m gyors    | 50,41    | 7.       | 44.      | kiesett  | kiesett  | kiesett  | kiesett | kiesett  |
| Benjamin Hockin | 100 m pillangó | 54,81    | 7.*      | 51.*     | kiesett  | kiesett  | kiesett  | kiesett | kiesett  |

Női
| Versenyző    | Versenyszám    | Előfutam | Előfutam | Előfutam | Elődöntő | Elődöntő | Elődöntő | Döntő   | Döntő    |
| Versenyző    | Versenyszám    | Idő      | Hely.    | Össz.    | Idő      | Hely.    | Össz.    | Idő     | Helyezés |
| ------------ | -------------- | -------- | -------- | -------- | -------- | -------- | -------- | ------- | -------- |
| Luana Alonso | 100 m pillangó | 1:00,37  | 4.       | 28.      | kiesett  | kiesett  | kiesett  | kiesett | kiesett  |

* – egy másik versenyzővel azonos időt ért el